# قرار مجلس الأمن التابع للأمم المتحدة رقم 690
قرار مجلس الأمن التابع للأمم المتحدة رقم 690 هو قرار أممي تم اتخاذه بالإجماع في 29 أبريل 1991، بعد الإشارة إلى القرارين 621 (1988) و 658 (1990) وتقرير الأمين العام بخصوص الحالة في الصحراء الغربية، الذي وافق عليه مجلس الأمن وبناء على توصيات الأمين العام تقرر تشكيل بعثة الأمم المتحدة للاستفتاء في الصحراء الغربية.
بناء على القرار دعا المجلس كل من المغرب وجبهة البوليساريو إلى التعاون مع الأمين العام والبعثة، معربا عن دعمه الكامل له ولجهود منظمة الوحدة الأفريقية. كما قرر المجلس، أن الفترة الانتقالية ستبدأ في موعد لا يتجاوز 16 أسبوعا بعد موافقة الجمعية العامة على ميزانية بعثة الأمم المتحدة.
في مايو 1991، وافقت الجمعية العامة على الميزانية. دخل قرار وقف إطلاق النار حيز التنفيذ في 6 سبتمبر 1991، وتم نشر بعثة الأمم المتحدة في وقت لاحق.